# 劉倩怡
劉倩怡（英語：Claudia Lau Sin Yi，1965年11月22日—），香港主持人、基督徒，丈夫為藝人鄭子誠。

## 經歷
劉倩怡早年畢業於清水灣道聖公會聖約翰小學、德愛中學和香港浸會大學傳理系，初期活躍於電台，曾主持的電台節目包括《黃昏路上》《唯倩最樂》和《今夜真情》等。後加入香港無綫電視，主要擔任主持、司儀工作，曾主持的有《城市追擊》、《勁歌金曲》、《好歌三點播》和各大型綜藝節目如《歡樂滿東華》、《翡翠歌星賀台慶》；也曾參演電視劇《香港人在廣州》、《迷離檔案》和《鑑證實錄》等。電影則包括陳嘉上執導的「天地雄心」、楊逸德的「沒有小鳥的天空」和客串演出一部數碼電影「遠走高飛」。
除演藝工作外，劉倩怡於2000至2001年曾在《東方日報》撰寫專欄，並在01年推出同名散文集《倩解人意》，其後在03至04年亦有在《求職廣場》(Job Market) 撰稿。
另一方面，劉倩怡在2001年至2004年退居幕後，致力於監製工作，足跡遍及美加歐亞如以色列、阿富汗等，接觸人事物無數。這幾年幕後監製作品包括紀錄片《向生命致敬》（共26集，VCD/TV）、《嶺出新天地》（VCD）、《向生命致敬》真人戲劇（共10集，VCD/TV）、《活在阿富汗》特輯 (VCD/TV)、《經動人心》I, II (CD)、《假如生命剩下一小時》 (CD)、《使命人生之救救新一代》 (共8集，VCD/TV)。她亦有主持共13集網上節目《鬆IN今日香港》，亦曾於伊利沙伯體育館舉行兩場《向生命致敬視聽佈道之旅》。
2011年，劉倩怡接替李思維主持香港電台第一台節目《數字人生》及為電視部節目《窗外有藍天（2011）》作旁白。
2012年5月7日起，逢星期一晚上，劉倩怡正式接替因病休假的蔡齡齡（蔡氏其後意外離世）主持香港電台音樂節目《恬淡情懷》。她亦再次為《窗外有藍天（2012）》作旁白。

## 外部連結
- 劉倩怡在香港影庫上的簡介
- 倩怡的Facebook專頁